# کورلات
کورلات (به مجاری:  Korlát) یک منطقهٔ مسکونی در مجارستان است که در بورشود-آبااوی-زمپلن واقع شده‌است.